# Neotheronia interrupta
Neotheronia interrupta là một loài tò vò trong họ Ichneumonidae.